# Hoplopleura erratica
Hoplopleura erratica är en insektsart som först beskrevs av Henry Fairfield Osborn 1896.  Hoplopleura erratica ingår i släktet Hoplopleura och familjen gnagarlöss. Inga underarter finns listade i Catalogue of Life.